# Astrofizică
Astrofizica este partea astronomiei și, respectiv a fizicii care se ocupă cu aplicarea legilor fizicii în cadrul fenomenelor observate de către astronomie. Poate fi împărțită în astrofizica teoretică și experimentală.
Astrofizica este o ramură a astronomiei care se ocupă cu fizica universului, în special cu natura corpurilor cerești, în loc să studieze poziția sau mișcarea lor în spațiu. Printre obiectele studiate se găsesc Soarele, alte stele, galaxii, planete extrasolare, mediul interstelar și radiațiile cosmice de fond. Emisiile acestora sunt examinate prin toate părțile spectrului electromagnetic și printre proprietățile examinate se află lumina, densitatea, temperatura și compoziția chimică. Deoarece astrofizica este un subiect foarte larg, astrofizicienii aplică de obicei multe discipline ale fizicii, cum ar fi mecanica, electromagnetismul, termodinamica, mecanica cuantică, relativitatea, fizica nucleară și a particulelor, și fizica atomică și moleculară.
În practică, cercetările astronomice moderne implică de multe ori muncă substanțială din domeniile fizicii observaționale si teoretice. Zone foarte evazive de studiu pentru astrofizicieni, care sunt de interes imens pentru public, includ încercările lor de a determina; proprietățile materiei negre, a energiei negre, și a găurilor negre; dacă e posibil sau nu sa călătorești în timp, dacă se pot forma găuri de vierme; originea și soarta finală a universului.

## Astrofizica Observațională
Astronomia Observațională este o ramură a științei astronomice care se ocupă cu datele de înregistrare, în contrast cu astrofizica teoretică, care este în principal preocupată cu aflarea implicațiilor măsurabile de modele fizice. Este practica de a observa obiecte cerești cu ajutorul telescoapelor și alte aparate astronomice. Majoritatea observațiilor astrofizice se fac prin spectrul electromagnetic.
- Radio Astronomia studiază radiația cu o lungime de undă mai mare de câțiva milimetri. Exemple de zone de studiu sunt undele radio, de obicei emise de obiectele reci, cum ar fi nori de gaz și praf interstelar; radiația de fond de microunde cosmice care este lumina deplasată spre roșu de la Big Bang; pulsari, care au fost mai întâi detectate la frecvențe de microunde. Studiul acestor unde necesită telescoape radio foarte mari.

- Telescopul cu raze infraroșii studiază radiația cu o lungime de undă care este prea lungă pentru a fi vizibilă cu ochiul liber, dar este mai scurtă decât undele radio. Observațiile infraroșii sunt de obicei realizate cu telescoape similare cu telescoapele optice familiare. Obiectele mai reci decât stele (cum ar fi planete) sunt în mod normal studiate la frecvențe infraroșii.

- Astronomia optică este cel mai vechi tip de astronomie. Telescoapele asociate cu un dispozitiv cu cuplaj de sarcină sau spectroscopice sunt cele mai frecvente instrumentele utilizate. Atmosfera Pământului interferează oarecum cu observațiile optice, așa că telescoapele optice adaptive și spațiale sunt utilizate pentru a obține imaginii calitative. În acest interval de lungimi de undă, stelele sunt foarte vizibile, și multe spectre chimice pot fi observate pentru a studia compoziția chimică de stele, galaxii și nebuloase.

- Ultravioletele, razele X și astronomia gamma studiază procese foarte energetice, cum ar fi pulsari binare, găuri negre, magnetari, și multe altele. Aceste tipuri de radiații nu pătrund bine atmosfera Pământului. Există două metode de a observa această parte a spectrului electromagnetic: telescoape spațiale și telescoape terestre Cerenkov (IACT).

Altele decât radiațiile electromagnetice, câteva lucruri mai pot fi observate de pe Pământ care provin de la distanțe mari. Câteva observatoare ale undelor gravitaționale au fost construite, dar undele gravitaționale sunt extrem de dificil de detectat. Observatoare neutrino au fost de asemenea construite, în primul rând, pentru a studia Soarele nostru. Razele cosmice constau din particule foarte mari de energie, care pot fi observate lovind atmosfera Pământului.
Observațiile pot varia, de asemenea pe scala timpului. Cele mai multe observații optice durează minute sau ore, astfel fenomenele care se schimbă mai repede decât aceasta nu poate fi ușor observate. Cu toate acestea, date istorice asupra unor obiecte sunt disponibile si se întind pe secole sau milenii. Pe de altă parte, observațiile radio se pot uita la evenimente la un interval de timp de milisecunde (pulsari milisecunde) sau combina ani de date (studii ale pulsarilor de decelerare).
Studiul propriului nostru Soare are un loc aparte în astrofizica observațională. Datorită distanței imense a Pământului de toate celelalte stele, Soarele poate fi observat mai detaliat decât orice altă stea. Înțelegerea noastră de Soarele nostru servește ca un ghid pentru înțelegerea noastră a altor stele.
Subiectul de schimbare a stelelor, sau evoluție stelară, este adesea modelat prin plasarea tipurilor de stele în pozițiile lor respective pe diagrama Hertzsprung-Russell, aceasta reprezentând starea unui obiect stelar, de la naștere până la distrugere. Compoziția materialului obiectelor astronomice pot fi adesea examinată folosind:
- spectroscopia
- radio astronomia
- neutrion-astronomia

## Astrofizica teoretică
Astrofizica teoretică este o ramură a științei astronomice care se concentrează pe dezvoltarea și utilizarea modelelor matematice și fizice pentru a înțelege și explica fenomenele observate în Univers. Spre deosebire de astronomia observațională, care se bazează pe colectarea datelor prin telescoape și alte instrumente, astrofizica teoretică explorează implicațiile acestor date, construind teorii și modele care să explice comportamentul obiectelor și proceselor cosmice. Aceasta implică utilizarea unor simulări numerice complexe și a unor modele analitice pentru a prezice și testa ipoteze despre formarea stelelor, dinamica galaxiilor, natura materiei întunecate, și multe altele.